# 애나벨 집으로
《애나벨 집으로》(영어: Annabelle Comes Home)는 미국에서 제작된 게리 도버먼 감독의 2019년 초자연 공포 영화이다. 패트릭 윌슨, 비라 파미가 등이 출연하였다. 2014년 영화 《애나벨》과 2017년 영화 《애나벨: 인형의 주인》의 속편이며, 컨저링 유니버스 여섯 번째 작품이다.
이 영화는 2019년 6월 28일 워너 브라더스 픽처스, 뉴 라인 시네마에 의해 개봉되었다.

## 출연진
- 비라 파미가 - 로레인 워런 역
- 패트릭 윌슨 - 에드 워런 역
- 매케나 그레이스 - 주디 워런 역
- 매디슨 아이즈먼 - 메리 엘런 역
- 케이티 서리페 - 대니엘라 리오스 역
- 마이클 시미노 - 밥 팔메리 역
- 서마라 리 - 비 역
- 스티브 콜터 - 고든 신부 역
- 루카 루한 - 앤서니 리오스 역
- 더글러스 테이트 - 늑대 인간 역
- 폴 딘 - 팔메리 씨 역
- 앨리슨 화이트 - 페일리 부인 역

## 개봉
이 영화는 원래 2019년 7월 3일 개봉하기로 예정되어 있었으나 2019년 6월 28일로 개봉일이 당겨졌다가 2019년 6월 26일 워너 브라더스 픽처스, 뉴 라인 시네마에 의해 극장 개봉되었다.